# المعهد الوطني لأبحاث علم الأشعة
المعهد الوطني لأبحاث علم الأشعة (باليابانية: 放射線医学総合研究所 هوشاسين إيغاكو سوغو كينكيوجو) هو معهد لأبحاث علم الأشعة في اليابان، تأسس عام 1957 كمؤسسة بحثة تتبع وزارة التعليم اليابانية.

## أهداف
يهدف المعهد الوطني لأبحاث علم الأشعة لإجراء أبحاث تتعلق بتأثير الأشعة على الإنسان، والمخاطر التي قد تنجم عنها، بالإضافة إلى استخدامات الأشعة في التشخيص وعلاج الأمراض.

## هيكلية
بالإضافة إلى أقسام الإدارة والتعليم فإن المعهد يضم أيضا 5 أقسام رئيسية تقوم بالأبحاث على الشكل التالي
- مركز علم المعالجة بالجسيمات الأولية ثقيل : يقوم على دراسة طرق المعالجة بالأشعة الناتجة عن الجسيمات الأولية الثقيلة، وتطوير الأجهزة اللازمة لها.
- مركز أبحاث التصوير الجزيئي: يدرس مختلف فروع التصوير الطبي لتشخيص أمراض الدماغ، وغيرها
- مركز أبحاث الحماية من الإشعاع: دراسة تأثير الإشعاعات على الإنسان، والبيئة وطرق الحماية من الآثار السلبية
- مركز أبحاث العلاج الإسعافي للإصابات: يدرس كيفية تشخيص حالات الإصابة بالإشعاعات وطرق علاجها حين إصابتها الجسم البشري
- مركز التقنيات الأساسية: يقوم بتوفير القاعدة الأساسية لإجراء البحوث، وتزويد حيوانات التجارب، وتأمين المعدات البحثية وسلامة العاملين في الأبحاث.

## موقع
يقع المبنى الرئيسي للمعهد في إناغيكو، تشيبا، محافظة تشيبا.

## وصلات خارجية
- الموقع الرئيسي
- الة زد